# Rainer Wolff (Billardspieler)
Rainer Wolff (* 4. Mai 1949; † 27. Oktober 2015) war ein deutscher Poolbillardspieler.

## Sportlicher Werdegang
Rainer Wolff begann mit dem Poolbillard nachdem er zuvor bereits ein erfolgreicher Bowlingspieler gewesen war. Insbesondere auf der ehemaligen Brunswick-Bowlingbahn am Henninger Turm kam er in Kontakt mit dort stationierten amerikanischen Soldaten, von denen er auf den dortigen Billardtischen lernte. Er spielte für diverse Poolbillardvereine in Frankfurt und Umgebung und war überregional bekannt. Zu seinen Mannschaftskollegen zählten u. a. zeitweilig Ralf Souquet und Holger Gries.

## Erfolge
1978 errang er seinen ersten Deutschen Meistertitel im Einzel in der Disziplin 8-Ball.
1990 Deutscher Meister der Senioren Einzel in der Disziplin 9-Ball.
1991 siegte Wolff bei der Europameisterschaft der Senioren in der Disziplin 9-Ball Einzel gegen den Schweden Jan Andersson.
1992 Senioreneuropameister Mannschaft.

## Leben
Rainer war der mittlere von drei Brüdern. Die Familie zog mit ihm im Kindesalter von Alsfeld nach Frankfurt. Die beiden Brüder verstarben Jahre vor ihm. Rainer bewohnte die übernommene Familienwohnung. Er arbeitete in der Frankfurter Societäts-Druckerei. Im Zuge der Digitalisierung der Branche verlor er seinen Arbeitsplatz und lebte danach ein Leben in Armut.
Er verstarb allein in seiner Wohnung. Sein Leichnam wurde nach mehreren Tagen entdeckt, nachdem er nicht erreichbar war und Freunde die Behörden verständigten. Rainer hatte keine Angehörigen und kein wesentliches Vermögen. Seine Kremierung wurde durch das Ordnungsamt Frankfurt bestellt. Mitglieder seines letzten Vereins organisierten eine durch Spenden finanzierte Trauerfeier und Urnenbeisetzung auf dem Hauptfriedhof Frankfurt.